# فوجیوارا نو توکیهیرا
فوجیوارا نو توکیهیرا (به ژاپنی: 藤原 時平 Fujiwara no Tokihira)؛ ۸۷۱ – ۹۰۹) سیاستمدار در دوره هی‌آن اهل ژاپن بود.